# Pactumeu Clement
Pactumeu Clement (llatí: Pactumeius Clemens) va ser un jurista romà probablement contemporani de Sext Pomponi, que l'esmenta com a mort recentment, i li atribueix una constitució de l'emperador Antoní Pactumeius Clemens aiebat imperatorem Antoninum constituisse.
Aquest emperador Antoní podria ser Antoní Pius, però també Marc Aureli, Luci Ver, Còmmode, Caracal·la, Geta, Diadumè o Diadumenià, i Elegàbal encara que sense cap afegit es refereix en general a Caracal·la, Marc Aureli, o Antoní Pius. Probablement era Antoní Pius, del que se'l suposa contemporani.